# Mian Iftikhar Hussain
Pour les articles homonymes, voir Hussain.
Mian Iftikhar Hussain (en ourdou : میاں افتخار حسین) est un homme politique pakistanais né le 15 avril 1948 à Pabbi, près de Peshawar, dans la Province de la Frontière-du-Nord-Ouest. Membre du Parti national Awami, il est ministre de l'information dans le gouvernement local de la province de Khyber Pakhtunkhwa.

## Biographie

### Études et jeunesse
Mian Iftikhar Hussain a fait ses études à Peshawar. Il est élu en 1980 président de la Fédération des étudiants pachtounes.

### Élu local
Il est membre du Parti national Awami et a été élu député à l'Assemblée provinciale de Khyber Pakhtunkhwa lors des élections législatives de 1990, de 1997 et de 2008. Durant les élections de 2008, il a été élu dans la première circonscription de Nowshera avec 32 % des voix face cinq autres candidats. Il a alors profité, comme la plupart des membres de son parti, du boycott des principaux partis islamistes, qui réalisent habituellement des scores élevés dans cette province. Avec ces élections, le Parti national Awami obtient pour la première fois une majorité relative à l'Assemblée provinciale de Khyber Pakhtunkhwa et forme une alliance avec le Parti du peuple pakistanais, le parti au pouvoir. 
Lors des élections législatives de 2013, il est battu dans sa circonscription provinciale par un candidat du Mouvement du Pakistan pour la justice, ne réunissant que 21,5 % des voix. Il réalise 30,7 % des voix lors des élections de 2018, mais est de nouveau battu par le même candidat. 

### Ministre du gouvernement local
Mian Iftikhar Hussain devient en 2008 ministre de l'information dans le gouvernement provincial dirigé par Ameer Haider Khan Hoti. Il est vivement opposé aux insurgés islamistes dont beaucoup sont basés dans la province de Khyber Pakhtunkhwa, et qui sont parties d'un conflit les opposant à l'armée. Son opposition lui a valu de nombreuses menaces et des attaques. Le 24 juillet 2010, son fils unique est abattu par un inconnu à Pabbi. L'assassinat a été condamné par une large partie de la classe politique. Trois jours plus tard, un kamikaze qui tentait d'approcher la maison du ministre se fait exploser tuant 3 policiers et 4 civils, quelque temps après que le ministre fédéral de l'intérieur, Rehman Malik, se soit rendu sur place pour lui présenter ses condoléances. Abdul Qayyum Mehsood, un important dirigeant du Tehreek-e-Taliban Pakistan a avoué l'assassinat de son fils après avoir été arrêté le 5 janvier 2012 à Karachi.